# Lollapalooza Paris
 (août 2023).
Si vous disposez d'ouvrages ou d'articles de référence ou si vous connaissez des sites web de qualité traitant du thème abordé ici, merci de compléter l'article en donnant les références utiles à sa vérifiabilité et en les liant à la section « Notes et références ».
Le Festival Lollapalooza Paris est un festival de musique qui a lieu à Paris au mois de juillet.

## Historique
Après le Chili, le Brésil, l’Argentine et l’Allemagne, la France est le cinquième pays à accueillir le festival Lollapalooza. En effet, à côté du Download Festival à Paris, du Main Square à Arras et de I Love Techno à Montpellier, Live Nation Entertainment voulait continuer à développer son activité sur les festivals en France et a donc annoncé la tenue du festival les 22 et 23 juillet 2017 à l'Hippodrome ParisLongchamp. Depuis sa première édition qui fut un succès puisqu'elle attiré quelque 110 000 festivaliers, le Festival Lollapalooza Paris a désormais lieu chaque année au mois de juillet.

## Éditions

### 2017 (22 et 23 juillet)
Festival renommé en Amérique, Lollapalooza arrive en France pour la première fois les 22 et 23 juillet 2017. Les festivaliers ont pu assister aux prestations d'artistes tels que des stars comme Charli XCX, Lana Del Rey, The Weeknd, Tom Odell et Liam Gallagher ; et les groupes Red Hot Chili Peppers, Imagine Dragons, London Grammar, ou encore les DJ Alan Walker, Don Diablo, Marshmello et DJ Snake.
Cette édition a accueilli 110 000 festivaliers.

### 2018 (21 et 22 juillet)
Pour sa deuxième édition française, le festival propose à nouveau en tête d'affiche des stars comme Zara Larsson, Dua Lipa, Rag'n'Bone Man et Tom Walker ou encore les rappeurs Travis Scott, Lil Pump et Nekfeu ; le DJ Diplo et les groupes BB Brunes, The Killers, Bastille et Gorillaz.

### 2019 (20 et 21 juillet)
Pour son retour à Paris pour la troisième année consécutive, le festival annonce la présence du groupe The Strokes, dont la dernière apparition publique sur scène remonte au mois d'avril 2017. Les cinq New-Yorkais partageront l'affiche avec plusieurs autres noms du rock, dont Twenty One Pilots, mais aussi avec les rappeurs Orelsan et Nekfeu ou les DJ Martin Garrix, Jonas Blue et Kungs.
Cette édition a attiré 95 000 personnes.

### 2020 (annulée)
L'édition 2020 de Lollapalooza Paris, initialement prévue les 18 et 19 juillet, est annulée à la suite de la pandémie du Coronavirus.

### 2021 (17 et 18 juillet)
L'édition 2021, marquera également la 5ème édition du festival Lollapalooza Paris, tandis que celui de Chicago fêtera son 30ème anniversaire cette année.

### 2023 (21, 22 et 23 juillet)
L'édition 2023 à Paris a eu lieu à l'Hippodrome Paris Longchamp avec en tête d'affiche le rappeur américain Kendrick Lamar, la chanteuse française Aya Nakamura, le groupe de K-pop Stray Kids, le rappeur belgo-congolais Damso, la chanteuse espagnole Rosalía et le chanteur américain Lil Nas X. Elle a attiré 170 000 personnes.

### 2024 (annulée)
Initialement prévue pour une unique journée du 14 juillet et avec un public limité à 7 000 spectateurs, l'édition 2024 de Lollapalooza Paris est annulée face à l'impossibilité de garantir une sécurité dû à la mobilisation des forces de l'ordre pour l'organisation des Jeux olympiques de Paris 2024. Le directeur général de Live Nation France a critiqué l'impact de ces JO en déclarant perdre "180 millions d'euros de chiffre d'affaires à cause des Jeux olympiques" ainsi qu'une perte d'opportunité de travail pour les prestataires.

### 2025 (18, 19 et 20 juillet)
À la suite de l'annulation de l'édition 2024, les organisateurs annoncent les dates du festival et en avance le DJ français David Guetta en tête d'affiche.